# Sielsowiet Wólka (rejon iwacewicki)
Sielsowiet Wólka (biał. Волькаўскі сельсавет; ros. Вольковский сельсовет) – sielsowiet na Białorusi, w obwodzie brzeskim, w rejonie iwacewickim, z siedzibą w Wólce.
Według spisu z 2009 sielsowiet Wólka zamieszkiwało 1584 osób, w tym 1425 Białorusinów (89,96%), 106 Rosjan (6,69%), 29 Polaków (1,83%), 21 Ukraińców (1,33%), 2 osoby innych narodowości i 1 osoba, która nie podała żadnej narodowości. Do 2020 liczba mieszkańców spadła do 1082 osób, zamieszkujących w 584 gospodarstwach domowych.

## Miejscowości
- wsie:
  - Czemioły
  - Mogilica
  - Wólka